# Gaia Online
Gaia Online, tidigare Go-Gaia, är en stor animeinriktad, engelskspråkig community med över 23 miljoner användare, som öppnades för allmänheten den 18 februari 2003 av Gaia Interactive. 
Användarna kallar sig själva gaianer (Gaians på engelska) och representeras i communityn av sin avatar. Dessa avatarer är mänskliga figurer tecknade i chibistil, och kan bära kläder som köps med den virtuella valutan Gaia gold. Guld, som valutan helt enkelt kallas av svenska användare[källa behövs], tjänar man genom att använda forumet, spela flashspel på sidan eller delta i tävlingar. Guld kan man också tjäna genom att sälja de föremål man har i sitt inventory.